# Pseudopolydesmus collinus
Pseudopolydesmus collinus är en mångfotingart som beskrevs av Hoffman 1974. Pseudopolydesmus collinus ingår i släktet Pseudopolydesmus och familjen plattdubbelfotingar. Inga underarter finns listade i Catalogue of Life.